# Mertzen
Mertzen [mɛʁtsən]  est une commune française située dans l'aire d'attraction de Mulhouse et faisant partie de la collectivité européenne d'Alsace (circonscription administrative du Haut-Rhin), en région Grand Est.
Cette commune se trouve dans la région historique et culturelle d'Alsace.
Ses habitants sont appelés les Mauriciens.

## Géographie
Mertzen est un village du Sundgau faisant partie de l'arrondissement d'Altkirch et du canton de Masevaux. 
| Saint-Ulrich |        | Fulleren   |
|              | Metzen |            |
| Strueth      |        | Hindlingen |

### Cours d'eau
- La Largue.

### Hydrographie

#### Réseau hydrographique
La commune est traversée par la ligne de partage des eaux entre les bassins versants du Rhin et de la Saône au sein respectivement du bassin Rhin-Meuse et du bassin Rhône-Méditerranée-Corse. Elle est drainée par la Largue, le canal d'alimentation du canal du Rhône au Rhin et le ruisseau de l'Étang Simmelache,,.
La Largue, d'une longueur de 51 km, prend sa source dans la commune de Oberlarg et se jette  dans l'Ill à Illfurth, après avoir traversé 28 communes. Les caractéristiques hydrologiques de la Largue sont données par la station hydrologique située sur la commune de Friesen. Le débit moyen mensuel est de 1,07 m3/s. Le débit moyen journalier maximum est de 35,6 m3/s, atteint lors de la crue du 9 août 2007. Le débit instantané maximal est quant à lui de 65,5 m3/s, atteint le 8 août 2007.

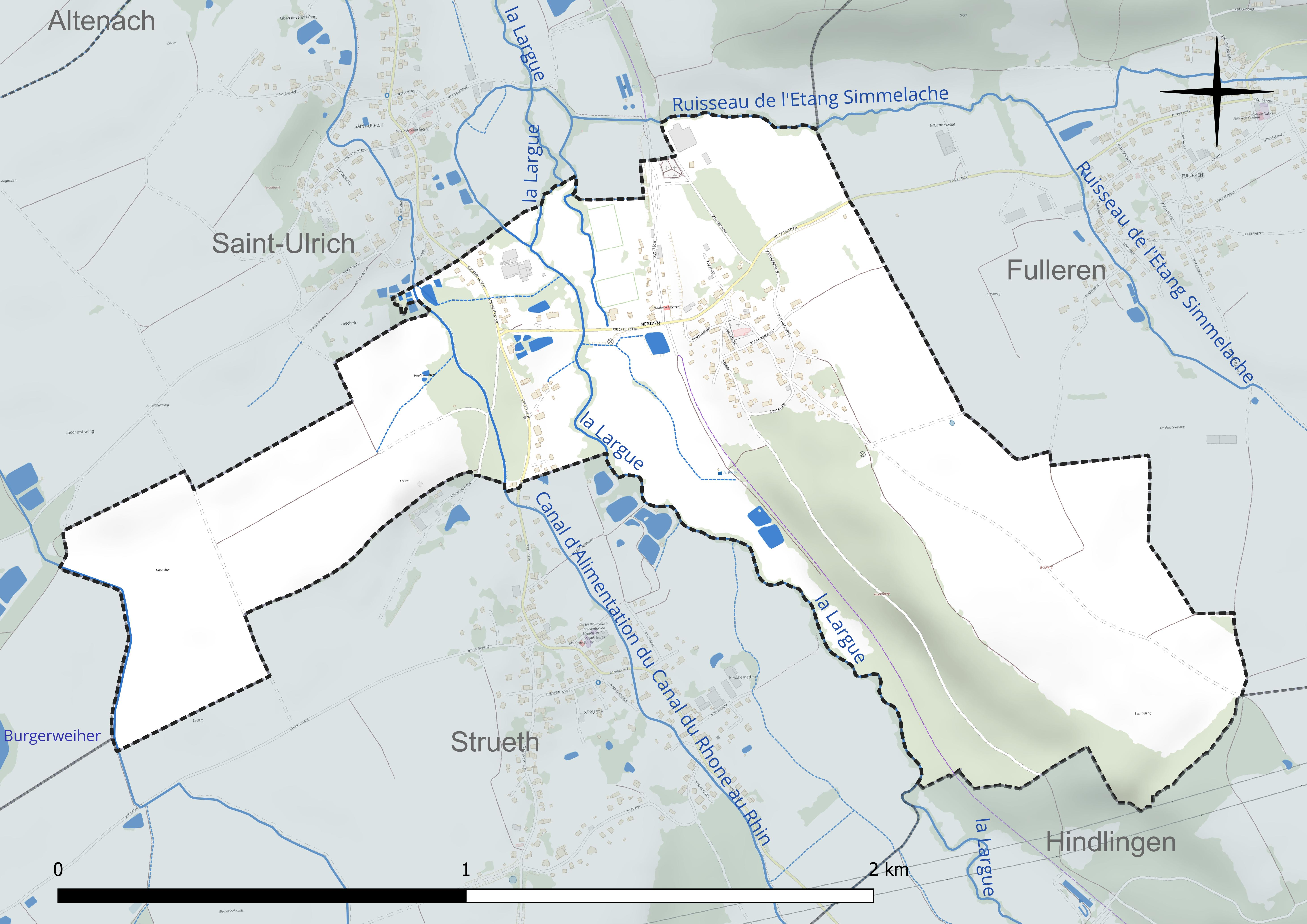
Réseau hydrographique de Mertzen.

#### Gestion et qualité des eaux
Le territoire communal est couvert par le schéma d'aménagement et de gestion des eaux (SAGE) « Largue ». Ce document de planification concerne le bassin versant de la Largue et une zone située à l'ouest du périmètre (la région de Montreux). Ce territoire s'étend sur 385 km2. Le périmètre a été arrêté le 4 mars 1996 et le SAGE proprement dit a été approuvé le 24 septembre 1999 puis révisé le 17 mai 2016. La structure porteuse de l'élaboration et de la mise en œuvre est le Syndicat mixte pour l'aménagement et la renaturation du bassin versant de la Largue et du secteur de Montreux, qui a évolué en Epage le 1er janvier 2018, sous le nom de Epage Largue. 
La qualité des cours d’eau peut être consultée sur un site dédié géré par les agences de l’eau et l’Agence française pour la biodiversité. 

### Climat
Pour des articles plus généraux, voir Climat du Grand Est et Climat du Haut-Rhin.
En 2010, le climat de la commune est de type climat de montagne, selon une étude du Centre national de la recherche scientifique s'appuyant sur une série de données couvrant la période 1971-2000. En 2020, Météo-France publie une typologie des climats de la France métropolitaine dans laquelle la commune est exposée à un climat semi-continental et est dans la région climatique  Vosges, caractérisée par une pluviométrie très élevée (1 500 à 2 000 mm/an) en toutes saisons et un hiver rude (moins de 1 °C). 
Pour la période 1971-2000, la température annuelle moyenne est de 9,7 °C, avec une amplitude thermique annuelle de 17,6 °C. Le cumul annuel moyen de précipitations est de 933 mm, avec 10,6 jours de précipitations en janvier et 9,7 jours en juillet. Pour la période 1991-2020, la température moyenne annuelle observée sur la station météorologique de Météo-France la plus proche, « Carspach », sur la commune de Carspach à 7 km à vol d'oiseau, est de 11,0 °C et le cumul annuel moyen de précipitations est de 827,7 mm. 
La température maximale relevée sur cette station est de 38,1 °C, atteinte le 4 août 2022 ; la température minimale est de −17,7 °C, atteinte le 5 février 2012,,. 
Les paramètres climatiques de la commune ont été estimés pour le milieu du siècle (2041-2070) selon différents scénarios d'émission de gaz à effet de serre à partir des nouvelles projections climatiques de référence DRIAS-2020. Ils sont consultables sur un site dédié publié par Météo-France en novembre 2022.

## Urbanisme

### Typologie
Au 1er janvier 2024, Mertzen est catégorisée commune rurale à habitat dispersé, selon la nouvelle grille communale de densité à sept niveaux définie par l'Insee en 2022.
Elle appartient à l'unité urbaine de Dannemarie, une agglomération intra-départementale regroupant neuf  communes, dont elle est une commune de la banlieue,,. Par ailleurs la commune fait partie de l'aire d'attraction de Mulhouse, dont elle est une commune de la couronne,. Cette aire, qui regroupe 132 communes, est catégorisée dans les aires de 200 000 à moins de 700 000 habitants,.

### Occupation des sols
L'occupation des sols de la commune, telle qu'elle ressort de la base de données européenne d’occupation biophysique des sols Corine Land Cover (CLC), est marquée par l'importance des territoires agricoles (67,6 % en 2018), en diminution par rapport à 1990 (78,6 %). La répartition détaillée en 2018 est la suivante : 
terres arables (49,9 %), forêts (16,5 %), zones urbanisées (15,9 %), prairies (9,3 %), zones agricoles hétérogènes (8,4 %). L'évolution de l’occupation des sols de la commune et de ses infrastructures peut être observée sur les différentes représentations cartographiques du territoire : la carte de Cassini (XVIIIe siècle), la carte d'état-major (1820-1866) et les cartes ou photos aériennes de l'IGN pour la période actuelle (1950 à aujourd'hui).

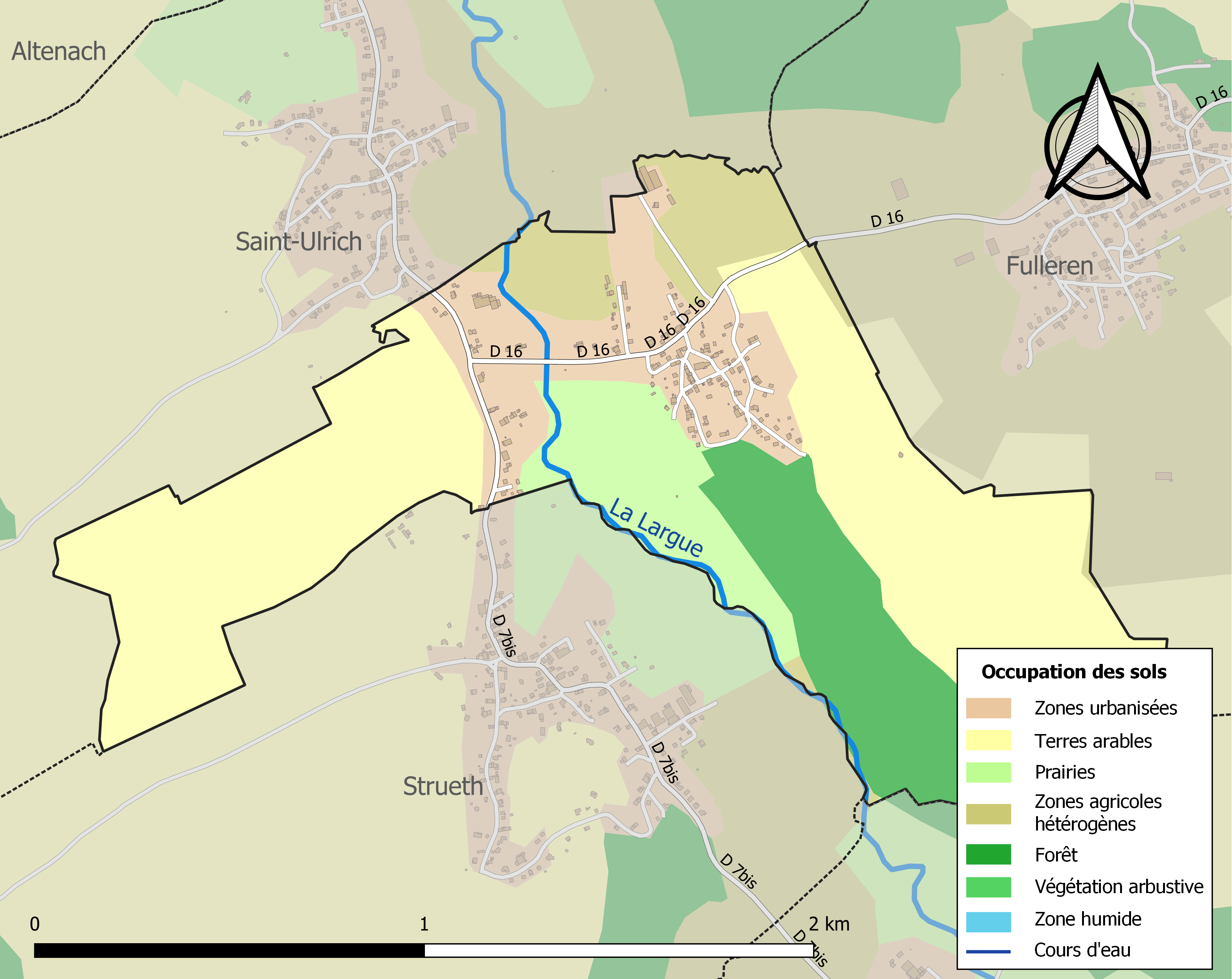
Carte des infrastructures et de l'occupation des sols de la commune en 2018 (CLC).

## Histoire
Le village est à l'origine administré par les comtes d'Eguisheim et serait apparu vers le XIIe siècle sous le nom de Morenze. Dès l'origine, le couvent de Sainte-Croix-en-Plaine possède des biens dans le village. Ensuite, les possessions passent au comté de Ferrette qui les garde jusqu'au traité de Westphalie. À cette époque, il existe sans doute déjà une église qui est transformée en 1780 par le curé de l'époque, Ristenhueber. Pendant la Révolution, il est obligé de se cacher pour échapper aux poursuites des révolutionnaires. Il est remplacé par le curé Kachler, un prêtre jureur.

### Héraldique
| Blason de Mertzen | Les armes de Mertzen se blasonnent ainsi : « De gueules à la croix tréflée d'argent. » |

## Politique et administration
| Période                                  | Période                   | Identité                                     | Étiquette | Qualité |
| ---------------------------------------- | ------------------------- | -------------------------------------------- | --------- | ------- |
| mars 2001                                | 2014                      | Charles Schwartzentruber                     |           |         |
| mars 2014                                | En cours (au 31 mai 2020) | José Wininger Réélu pour le mandat 2020-2026 |           |         |
| Les données manquantes sont à compléter. |                           |                                              |           |         |

## Démographie
L'évolution du nombre d'habitants est connue à travers les recensements de la population effectués dans la commune depuis 1793. Pour les communes de moins de 10 000 habitants, une enquête de recensement portant sur toute la population est réalisée tous les cinq ans, les populations de référence des années intermédiaires étant quant à elles estimées par interpolation ou extrapolation. Pour la commune, le premier recensement exhaustif entrant dans le cadre du nouveau dispositif a été réalisé en 2008.

En 2022, la commune comptait 196 habitants, en évolution de −9,68 % par rapport à 2016 (Haut-Rhin : +0,66 %, France hors Mayotte : +2,11 %).
| 1793 | 1800 | 1806 | 1821 | 1831 | 1836 | 1841 | 1846 | 1851 |
| ---- | ---- | ---- | ---- | ---- | ---- | ---- | ---- | ---- |
| 154  | 149  | 173  | 219  | 257  | 235  | 209  | 210  | 210  |

| 1856 | 1861 | 1866 | 1871 | 1875 | 1880 | 1885 | 1890 | 1895 |
| ---- | ---- | ---- | ---- | ---- | ---- | ---- | ---- | ---- |
| 198  | 206  | 210  | 204  | 209  | 179  | 170  | 187  | 201  |

| 1900 | 1905 | 1910 | 1921 | 1926 | 1931 | 1936 | 1946 | 1954 |
| ---- | ---- | ---- | ---- | ---- | ---- | ---- | ---- | ---- |
| 191  | 194  | 201  | 185  | 187  | 172  | 174  | 183  | 160  |

| 1962 | 1968 | 1975 | 1982 | 1990 | 1999 | 2006 | 2008 | 2013 |
| ---- | ---- | ---- | ---- | ---- | ---- | ---- | ---- | ---- |
| 154  | 168  | 170  | 185  | 185  | 189  | 205  | 209  | 227  |

| 2018 | 2022 | - | - | - | - | - | - | - |
| ---- | ---- | - | - | - | - | - | - | - |
| 202  | 196  | - | - | - | - | - | - | - |

## Lieux et monuments

### Église Saint-Maurice

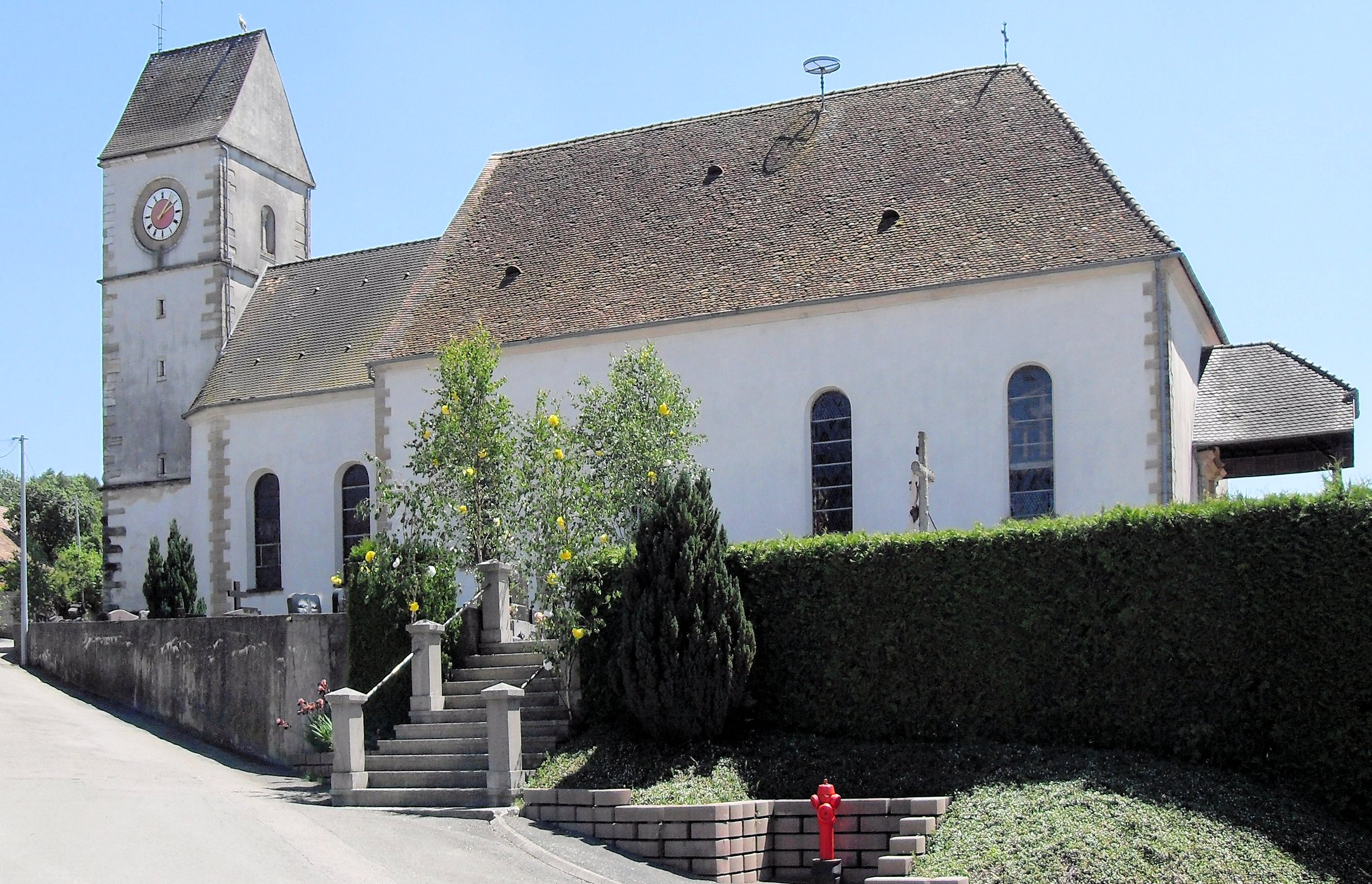
L'église Saint-Maurice.

Il s'agit d'une église dont l'origine remonte au XIIIe siècle et qui renferme des vestiges de l'époque romaine dans les fondations du beffroi qui font partie de l'église primitive. Les parties saillantes de la tour sont constituées de pierres à bosse que l'on remarque surtout dans les châteaux forts. Depuis 1802, les villages de Fulleren, Saint-Ulrich et Strueth font partie de la paroisse de Mertzen.

### Chapelle Théobald-Bilger

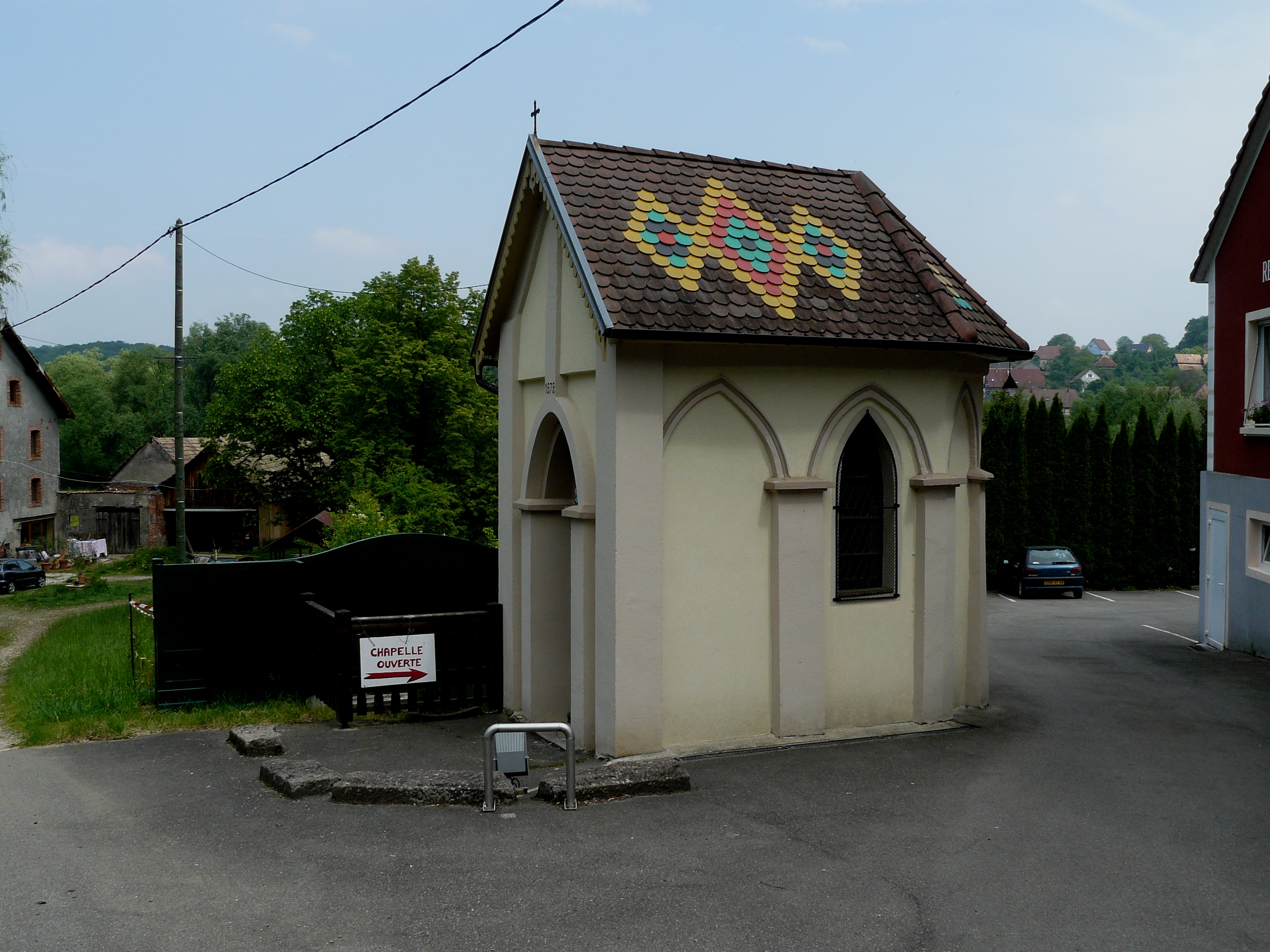
Chapelle Théobald-Bilger de Mertzen.

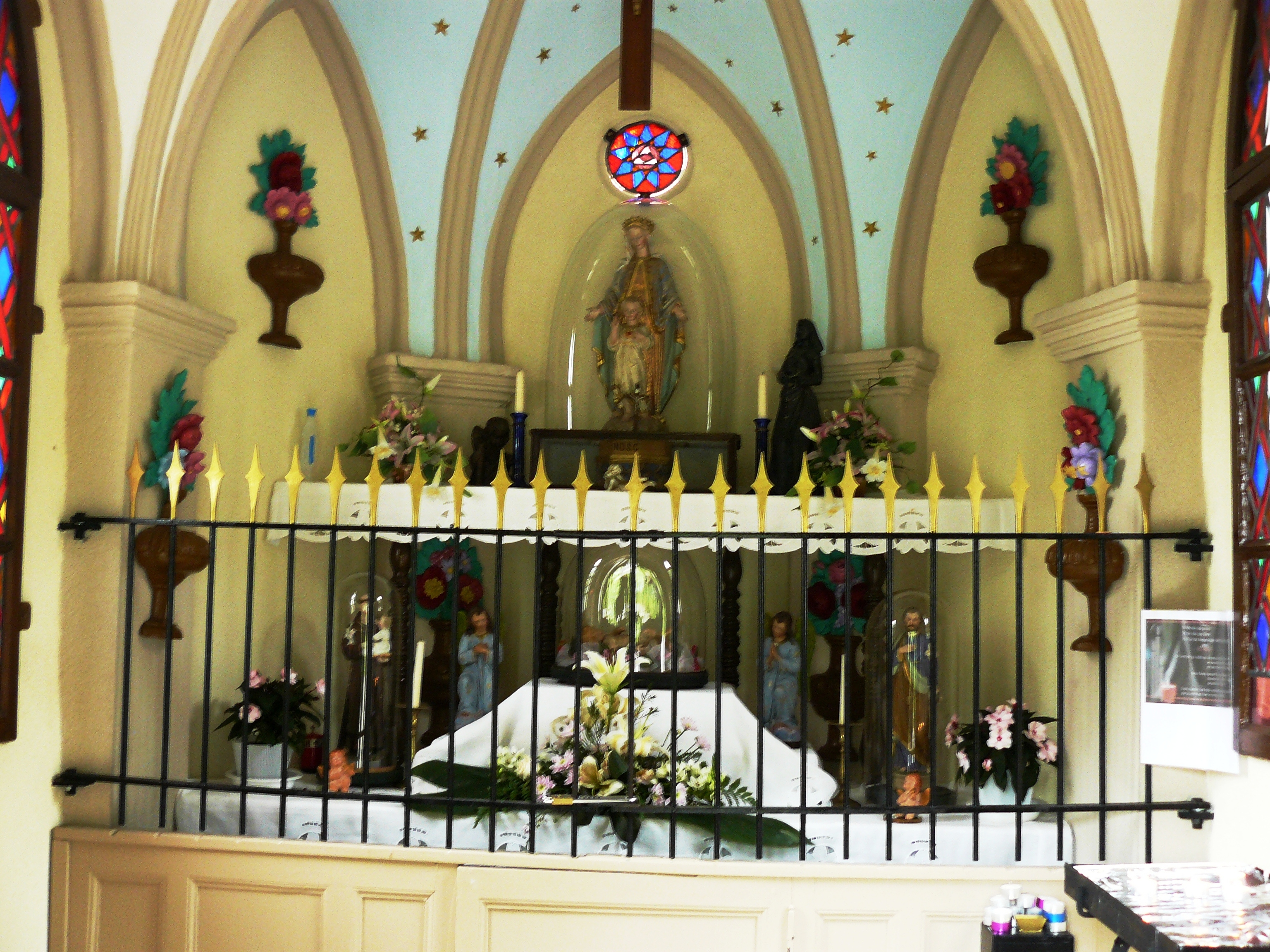
Intérieur de la chapelle.

Lors de la guerre de Crimée, le choléra se répandit dans toute l'Europe et fit de nombreuses victimes. Cette maladie se répandit comme une trainée de poudre et toucha le Sundgau, principalement les villages de Fulleren et Mertzen. Théobald Bilger (1813-1894) né en 1813 à Fulleren, entrepreneur de travaux publics, édifia plusieurs églises dont celle de Florimont (Territoire de Belfort). Pendant l'épidémie, il fit un vœu, celui d'aller en pèlerinage prier sur les lieux saints à Jérusalem. Accompagné du curé de Mertzen, Johan Meyer, tous deux firent le trajet à pied et arrivèrent dans la ville sainte le 15 avril 1859. Ayant exaucé son vœu, l'entrepreneur construisit en 1878 une modeste chapelle au bord de la route. Un sceau marquant cet évènement et portant la date du 10 mai 1859 est conservé dans les archives de l'Association.

### Moulin Bilger
Le Sundgau comportait un nombre important de moulins, surtout l'arrondissement d'Altkirch où l'on en dénombrait jusqu'à quatre-vingt-douze. Ces moulins connurent une grande prospérité du XIXe siècle jusqu'à la Seconde Guerre mondiale. Le moulin de Mertzen était en activité jusqu'en 1966.

### Oratoire (1920)
Cet oratoire a été implanté par un soldat français ou sa famille. On découvre une niche à l'intérieur de l'oratoire représentant une scène biblique avec l'apparition du Christ à Sainte Marguerite-Marie à Paray-le-Monial (Saône-et-Loire).